# Tetra Pak

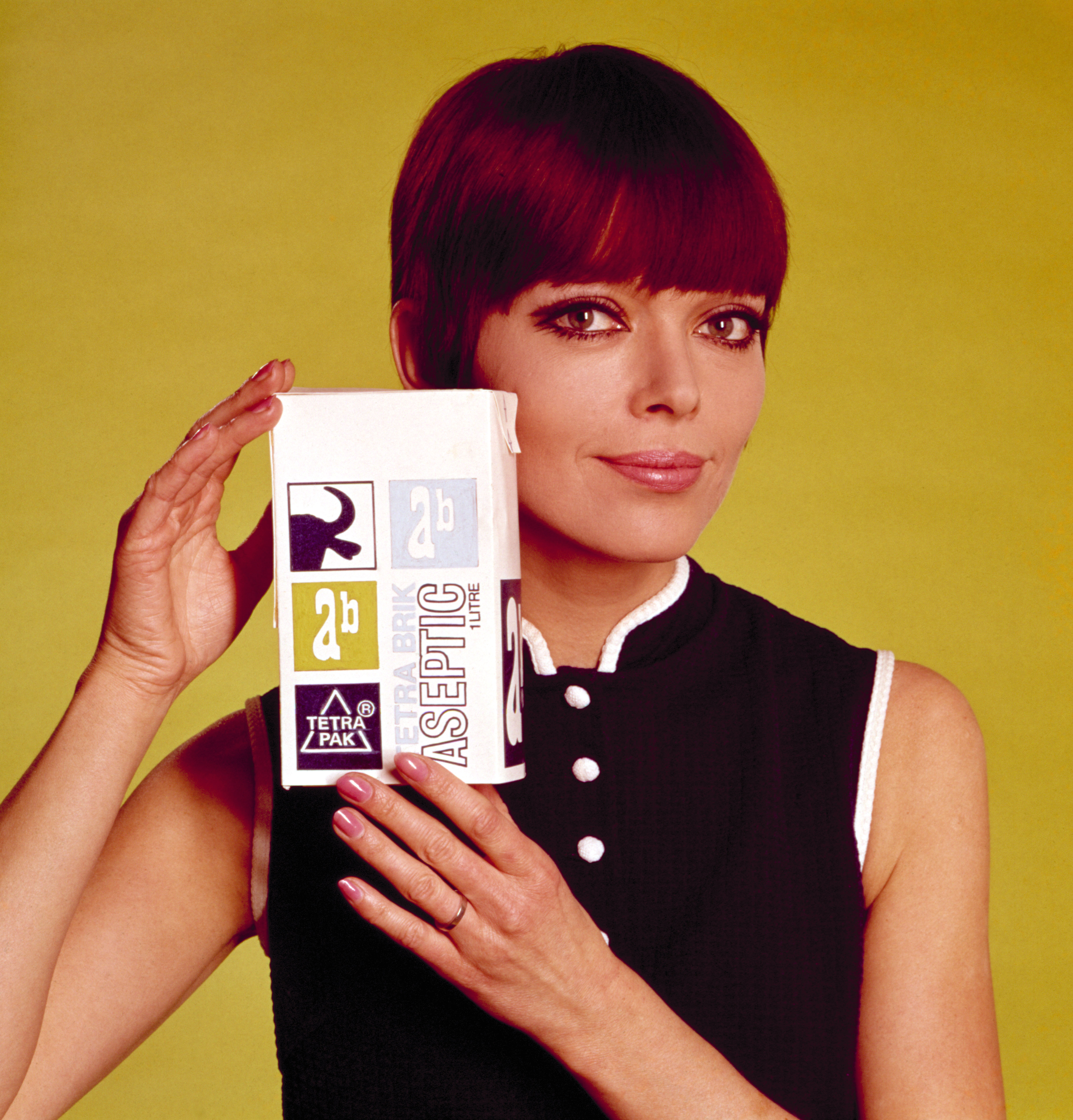
En Tetra Brik förpackning.

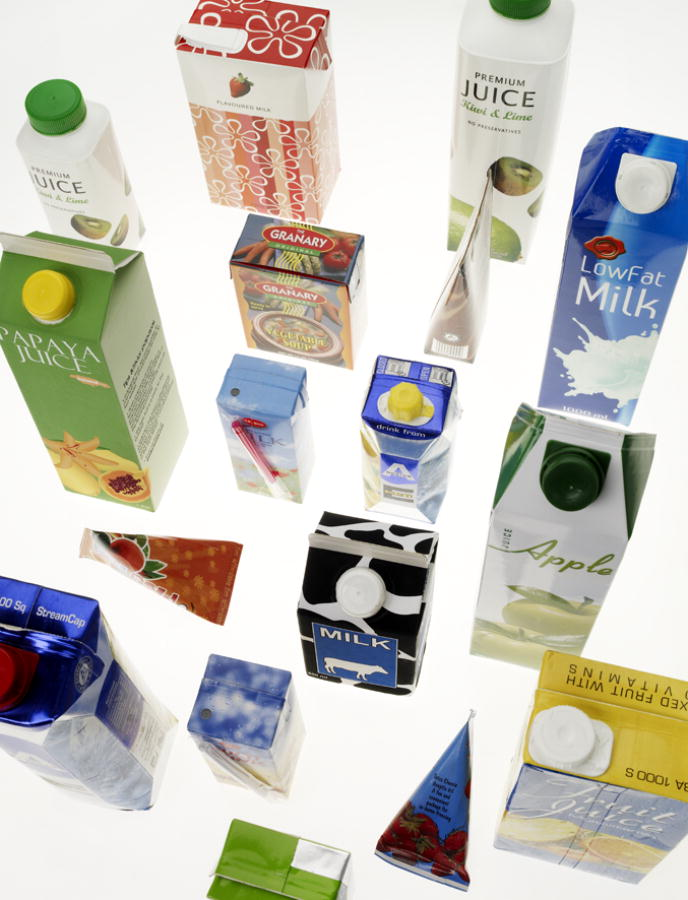
Olika modeller av förpackningar från Tetra Pak.

Tetra Pak International S.A. är ett, ursprungligen svenskt, multinationellt förpackningsindustribolag, grundat 1951, som tillverkar maskiner och material för engångsemballage för mjölk, juice och andra flytande livsmedel. Företaget har fått sitt namn efter en tetraederformad mjölkförpackning.

## Historia
Företaget grundades 1951 av Ruben Rausing och Holger Crafoord som ett dotterbolag till förpackningsföretaget Åkerlund & Rausing.
Utvecklingsarbetet med tetraförpackningen inleddes 1944 efter att laboratoriebiträdet Erik Wallenberg lanserade idén om en förpackning i form av en tetraeder. Till förpackningarna användes ett blekt kraftpapper, som belades med en termoplast, som gjorde det tätt och möjliggjorde värmeförsegling av förpackningarna. Plasten gav ingen smak eller lukt, är fuktsäker, motstår fett och oljor och gör papperet sterilt. Då papperet är ogenomskinligt för ljus, motverkade det den förändring av äggvitan som ger den kända blecklika smaken åt mjölk.  I november 1952 släpptes den första tetran på marknaden, en 1 dl-förpackning för grädde. En prototypmaskin hade då levererats med häst och vagn till dåvarande Lundaortens mejeriförening. Året därpå 1953 installerades de första serietillverkade maskinerna hos Mjölkcentralen i Stockholm och Eskilstuna.
Hösten 1956 flyttade Tetra Pak in i en ny egen fabrik vid Råbyholm i Lund. 1963 lanserades den tegelstensformiga stapelbara förpackningen, döpt till Tetra Brik.
Huvudkontoret kom att ligga kvar i Lund fram till i mitten på 1990-talet. Den ursprungliga tetraederformade förpackningen, numera känd vid namnet Tetra Classic, togs fram av laboratorieassistenten Erik Wallenberg. Det är en plastbelagd kartongförpackning lämplig för vätskor, till exempel mjölk.
Tetra Brik, Tetra Prisma, Tetra Gemina, Tetra Top och Tetra Evero Aseptic är exempel på andra förpackningar som tillverkas av företaget och är även varumärken som ägs av Tetra Pak. Företaget har även tillverkat förpackningar som inte längre är i produktion, såsom Rigello för kolsyrade produkter och Tetra Cup i poröst material med viss isolerande effekt. Udda specialtillämpningar finns även för durraöl (Sorghum beer) där Tetra Rex har perforerats för att kolsyran skall sippra ut utan att spränga förpackningen. Forskning inom Tetra Pak har även gett spinn off till företag så som Ecolean med nya material och förpackningssystem för uppstartsmarknader.

## Tetra Pak under 2000-talet
Företaget har sitt huvudkontor i Pully i Schweiz, med några funktioner utlokaliserade till bland annat Lund, Modena, Taiwan och Singapore. I Lund finns bland annat slutsammansättning av olika fyllmaskiner och utvecklingen av Tetra Top med flera förpackningssystem.
Förpackningsfabriker finns på fem kontinenter. De större fabrikerna ligger i Arganda del Rey i Spanien, Limburg i Tyskland, Querétaro i Mexiko, Monte Mor i Brasilien, Kobe i Japan och Denton i USA. Tillverkningen av förpackningar har upphört i Lund.
Takåsförpackningen, även kallad Tetra Rex, produceras i Sunne i Sverige.
I Fjällbacka har Tetra Pak en fabrik som tillverkar den plastremsa, som används som mellanlägg när papperskanterna svetsas samman.
Ordförande för Tetra Pak Group var 1993–2002 Göran Grosskopf.

## Ordettetra
Tetraederformade mjölkförpackningar blev kallade tetra (tetror i plural). Endast kaffemjölk saluförs fortfarande i tetraederförpackning. Ordet "tetra" (med gement "t") används dock för typen av kartongförpackningar oavsett form, medan "Tetra" (med versalt "T") syftar på varumärket Tetra Pak.

## Bilder
Tetra Classic – historiska bilder

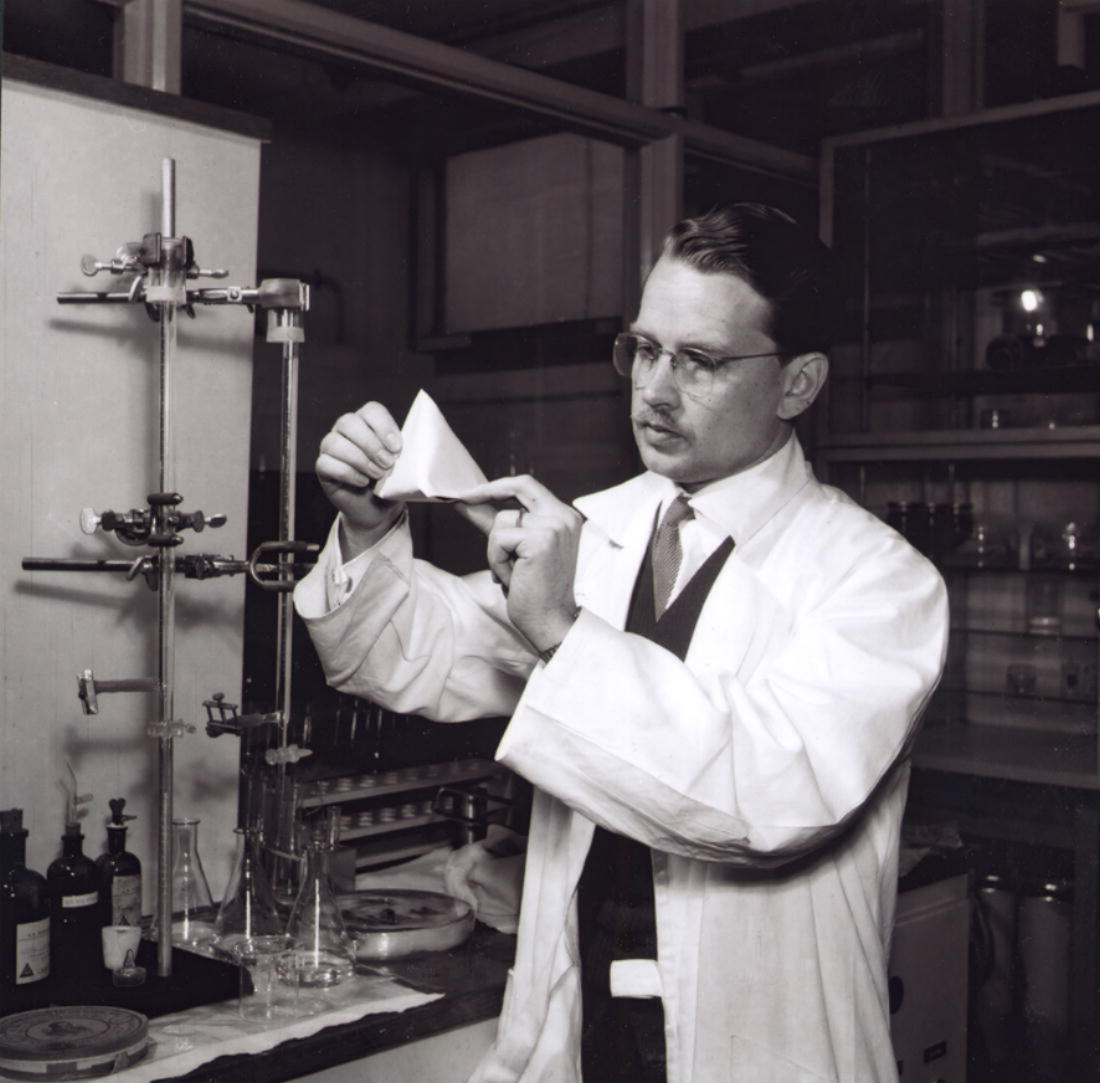
Erik Wallenberg med sin uppfinning
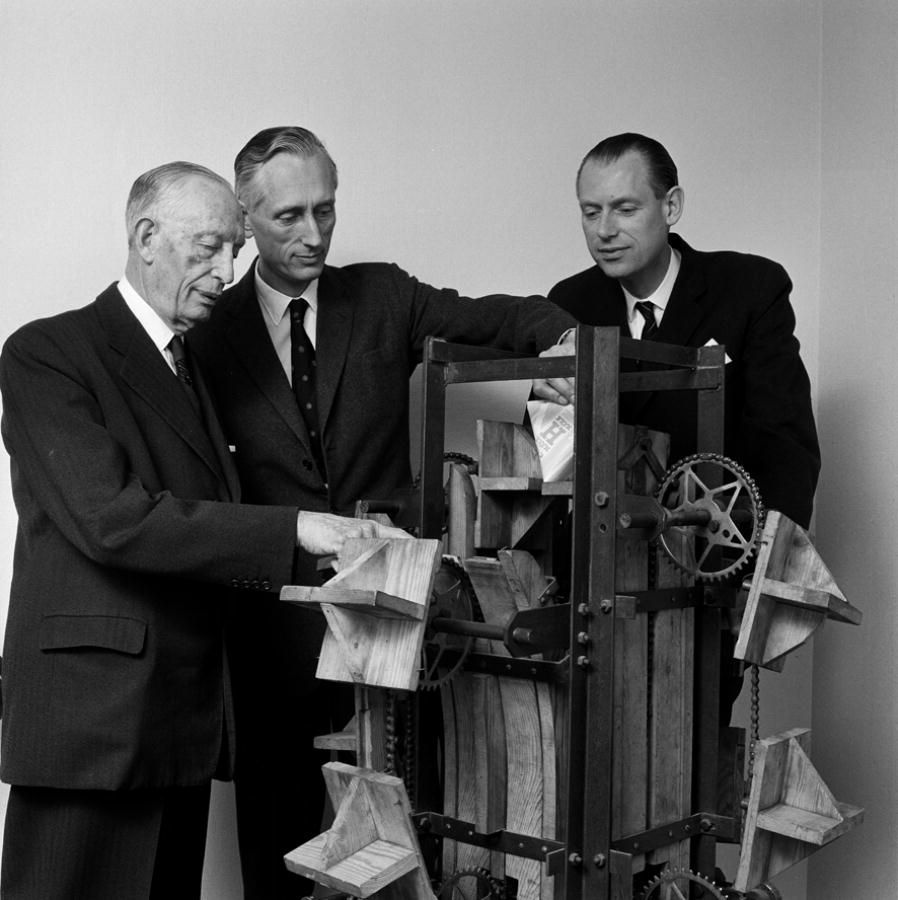
Ruben, Gad och Hans Rausing med prototypen
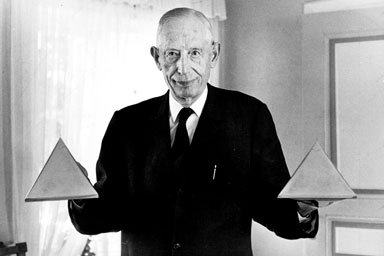
Ruben Rausing med Tetra Pak-förpackningar 1965
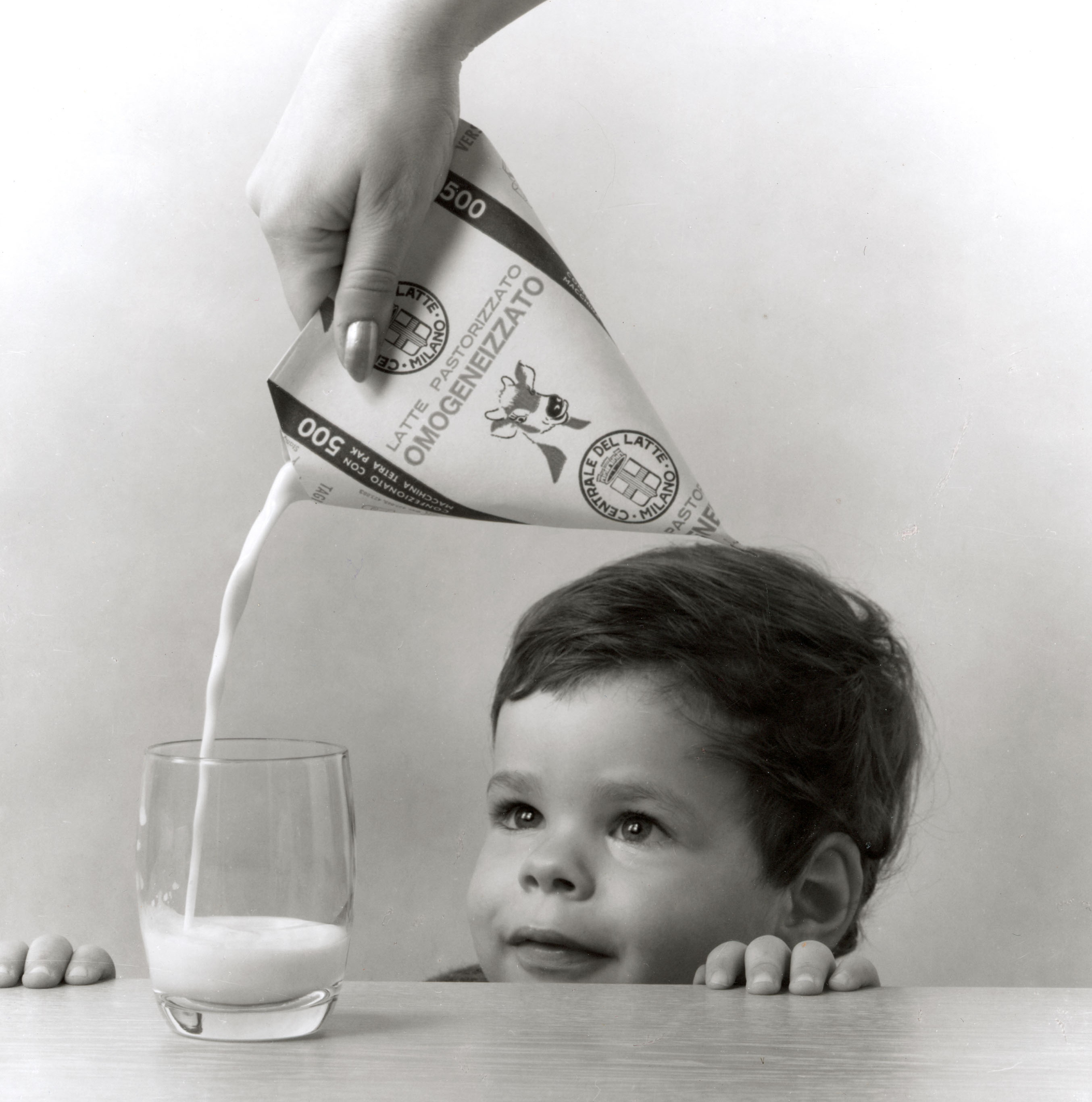
Praktisk användning

Tetra Classic-förpackningar

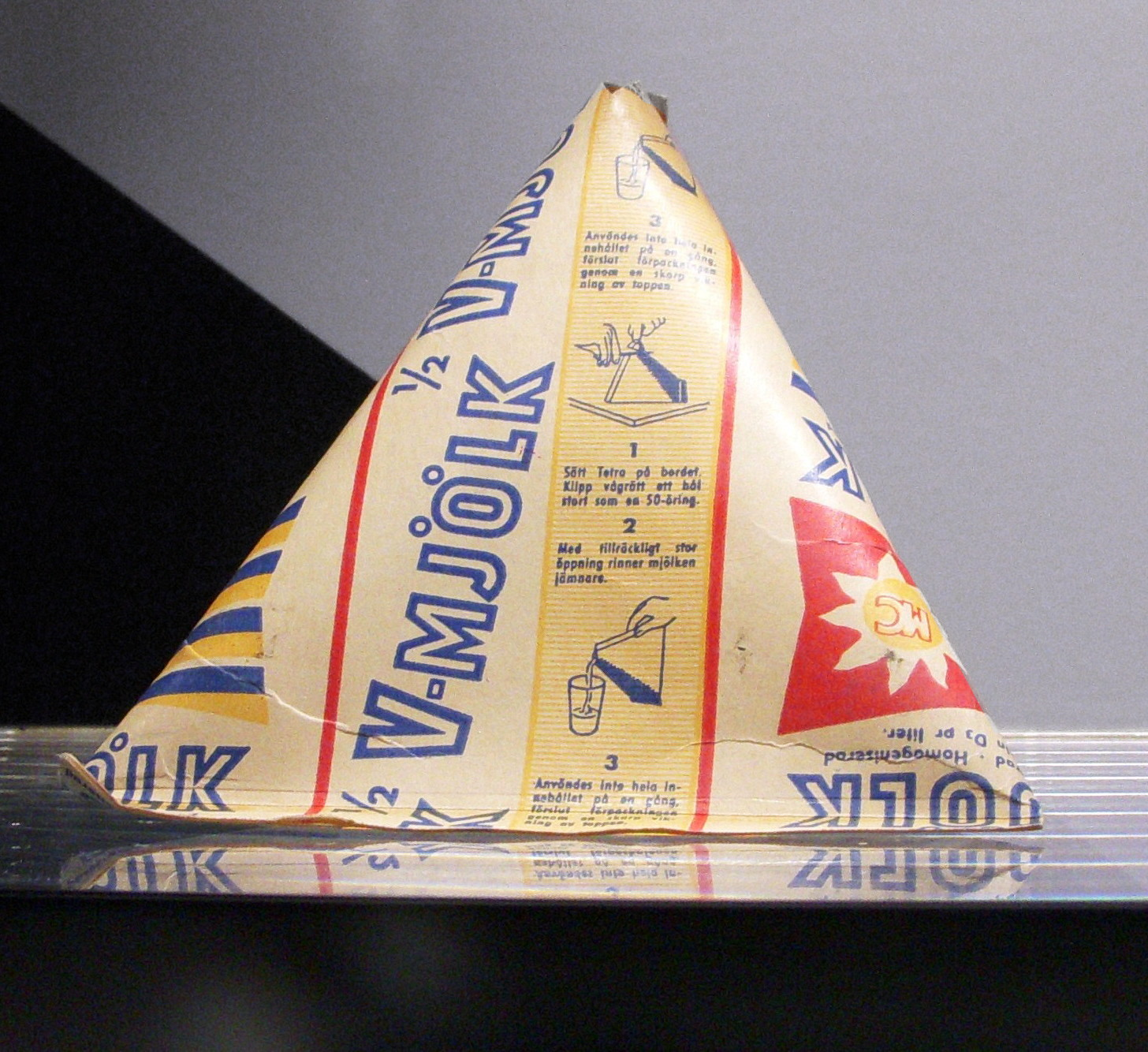
Mjölk, 0,5 liter
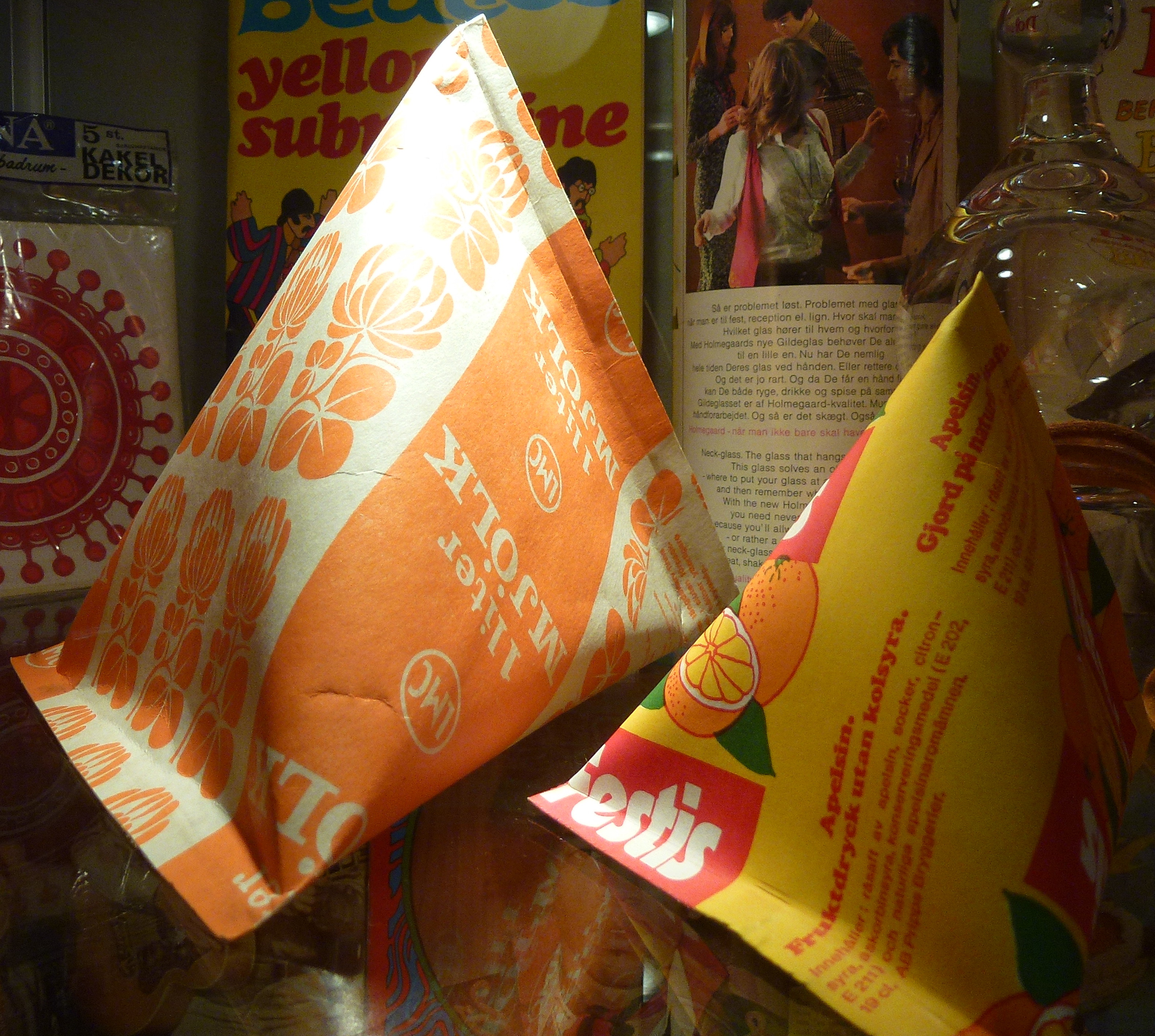
Mjölk, 1,0 liter och Festis
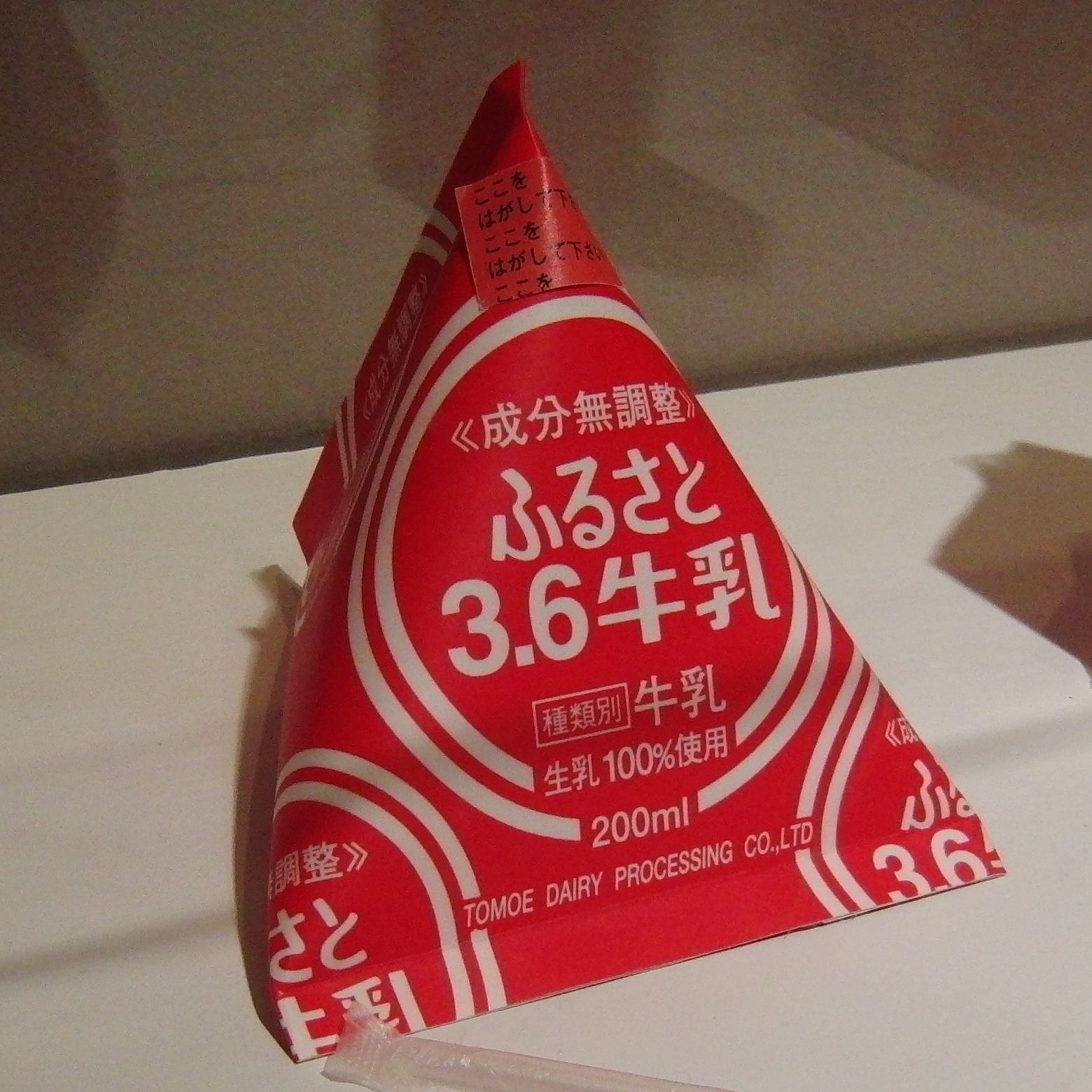
Mjölk, 200 ml
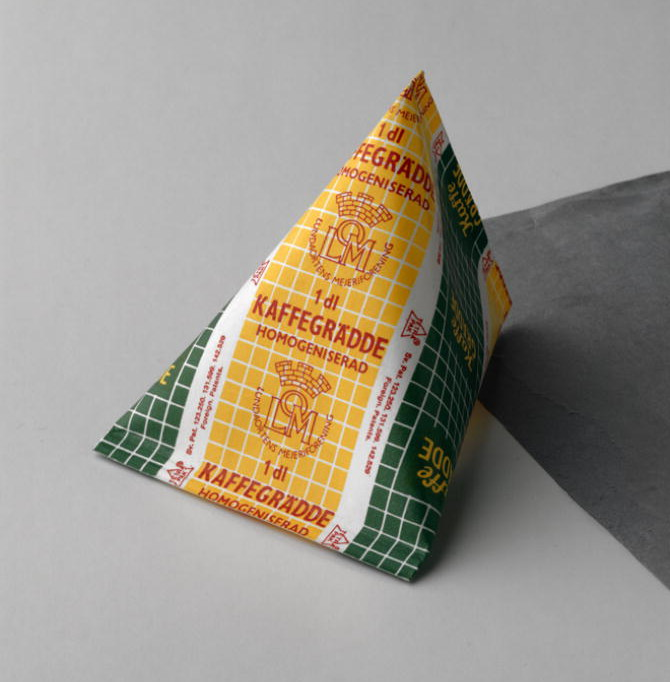
Kaffegrädde, 1 dl